# História do Tibete
A história do Tibete teve início há cerca de 2 100 anos, quando foi primeiramente ocupado por uma civilização. A história tibetana está focada principalmente na história do budismo no Tibete. Isto é em parte devido ao papel central que esta religião tem desempenhado no desenvolvimento das culturas tibetanas, mongóis e manchus e, e em parte porque quase todos os historiadores nativos do país foram monges budistas.

## História inicial

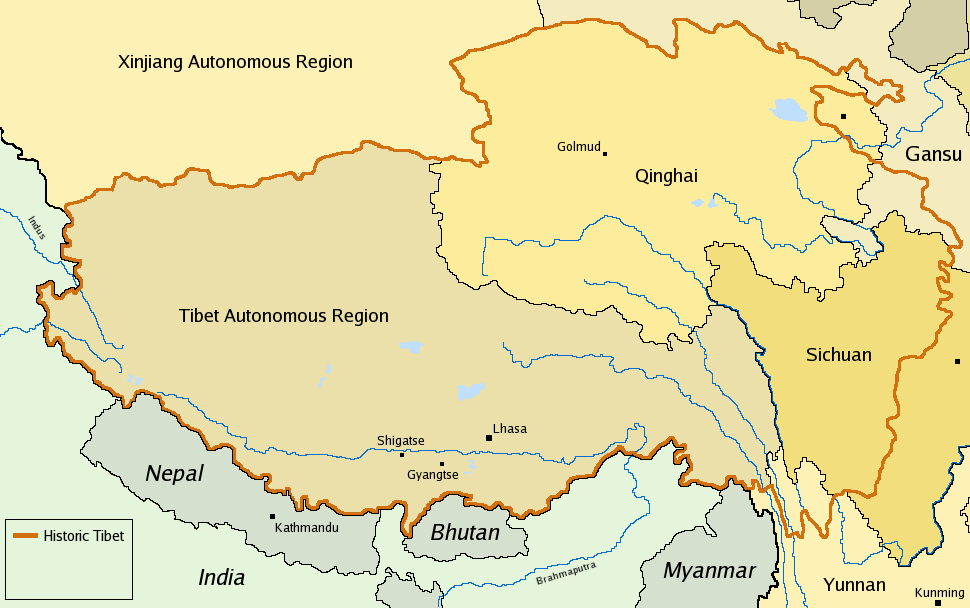
O mapa do Tibete histórico (data desconhecida).

De acordo com os vestígios arqueológicos encontrados no Tibete, presume-se que seus primeiros habitantes humanos apareceram cerca de 10 mil anos a.C. No entanto, devido à natureza nômade das tribos do Tibete, não existem relatos concretos até 2.300 anos atrás, quando começam a ter uma presença visível na história da Ásia. É nesse ponto que surgem relatos acerca do rei Nyakhri Tsampo, que estabelece uma dinastia militar que se estende pelo platô tibetano, entre os reinos da China, Índia, Nepal, Birmânia e Butão. A religião Xamânica chamada "Bon", foi a primeira religião praticada pelos tibetanos antes da chegada do budismo.
Por volta de 100 a.C., uma dinastia militar fixou-se no vale de Yarlung e passou a comandar a região do atual Tibete. O seu governo permaneceu por oito séculos. Por centenas de anos, com uma política de investimento em seu poderio bélico, o Tibete atacou povos vizinhos.

Esta política mudou em 617, quando o imperador Songtsen Gampo, 33º rei do Tibete, decidiu assumir uma postura menos agressiva. Seu reinado durou até 649 e seu legado foi imenso: criou o alfabeto tibetano, escreveu e estabeleceu o sistema legal tibetano (baseado no princípio moral no qual se preza a proteção do meio ambiente e da natureza), favoreceu a liberdade da prática do budismo e construiu vários templos (dentre eles o Jokhang e o Ramoche).

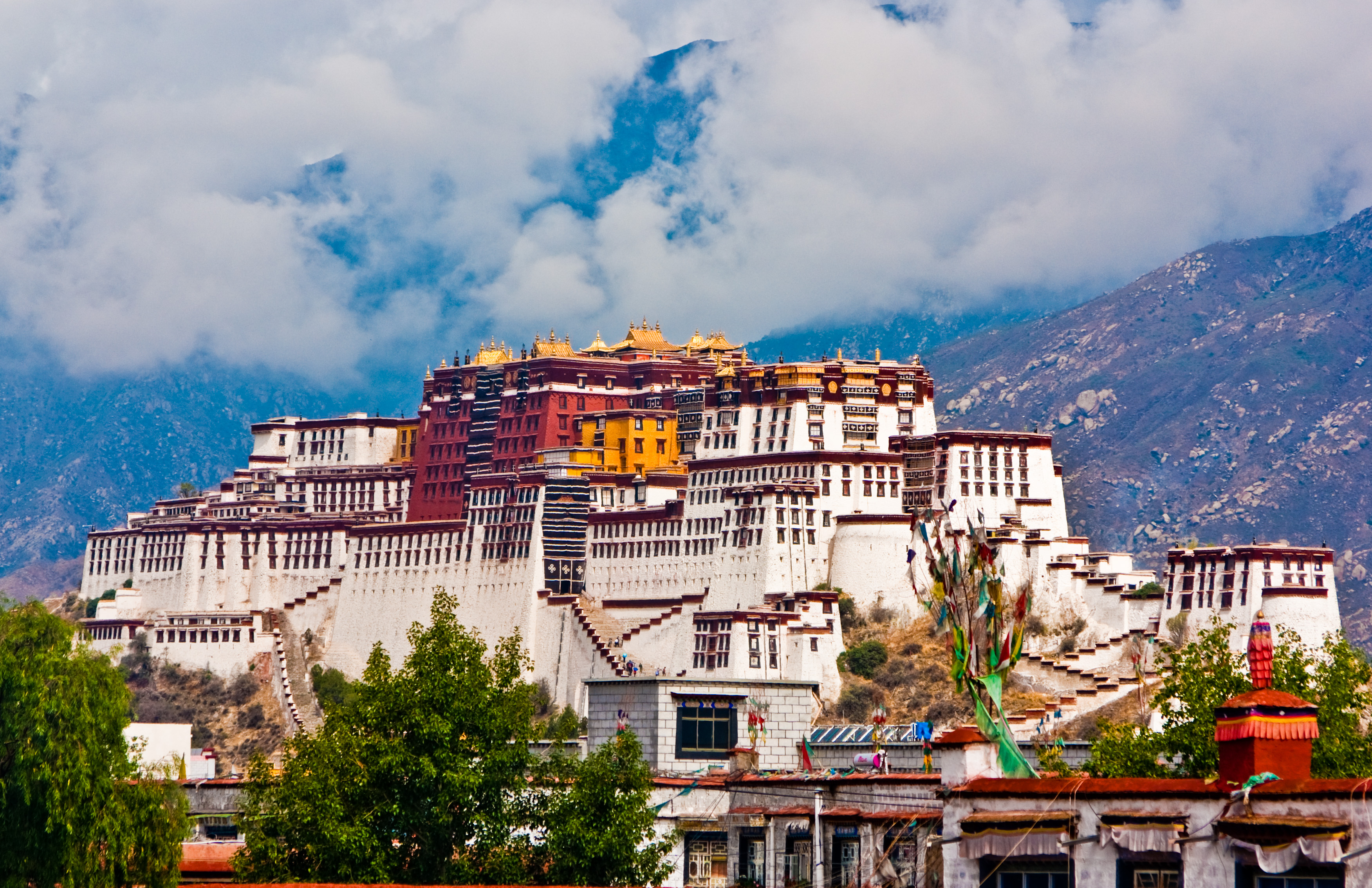
Imagem do Potala.

Com este rei, o Tibete iniciou sua expansão máxima, chegando a ter 40 milhões de habitantes e expandindo suas fronteiras até entrar na China e tomar Chang'an (Xian) em 763. O Rei Songtsen Gampo se casou com duas princesas budistas, uma chinesa e uma indiana. Isso lhe permitiu conhecer ambas as civilizações e também o Budismo Mahayana. O País das Neves, até então um estado feudal (17 feudos), foi convertido por este rei em uma nação mais pacífica. Estudantes foram enviados para a Índia, onde aprenderam o sânscrito e começaram a traduzir a vasta literatura budista tibetana. No final do século VIII, o mestre Padmasambhava (literalmente, nascido de lótus, também conhecido no Tibete como Guru Rinpoche, Mestre Precioso), foi convidado para ensinar a filosofia budista. Graças a esses dois personagens, foi introduzido o budismo no Tibete. Os tibetanos consideram Guru Rinpoche como o segundo Buda, após Sakyamuni. O Imperador Trisong Detsen e o mestre Padmasambhava construíram templos como o Jokhang ou Ramoche, ambas em Lhasa, nova capital tibetana, bem como numerosos mosteiros.

## Império Tibetano
O império começou quando Tagbu Nyazig foi apoiado pela comunidade a se revoltar contra Gudri Zingpoje, vassalo do Império Zhang-zhung. Mas então, temendo perder a autoridade sobre a região, Namri Löntsän, o líder do clã de maior influência na área, invadiu a região, hoje ocupada por Lhassa, capital do Tibete, até 630, quando o assassinaram. Um importante passo que ele deu pelo império foi enviar embaixadores à China, aparecendo então no cenário internacional. O império chegou ao seu apogeu durante o governo de Ralpacan, no século IX. O seu território se estendia por boa parte da Mongólia, ao norte, e, ao sul, ia até o Golfo de Bengala.
Um dos grandes motivos que o levou à decadência foi a dificuldade de transporte devido às montanhas, além de territórios conquistados se rebelarem contra o governo central, somando-se a isso os conflitos religiosos. O estresse gerado levou o imponente Império Tibetano à ruína.

## Divisão do Império
Durante o período de 842 dc. a 1247, o império se viu dividido, após a morte do imperador Langdarma, que não escolheu um herdeiro. Com a desordem, eclodiu então uma guerra civil, o que marcou a separação. Um dos herdeiros, Ösung, passou a controlar a região de Lhassa e o outro, Yumtän, ficou com o comando da região de Yalung. Nesse contexto, alguns monges fugiram para o nordeste do Tibete, onde pregaram o budismo através da criação de uma escola budista nos arredores do Monte Dantig. Nos séculos que se seguiram, o budismo expandiu a sua influência e foram construídos novos monastérios, como o Sakya, em Lho-kha, e o Tsurphu, que abrigou Karmapa, também uma importante escola budista.

## Relacionamento com a Mongólia
O Tibete, no início do século XIII, havia sido anexado ao império de Genghis Khan, mas quando este morreu, em 1227, o Tibete parou de pagar os altos impostos cobrados, o que o levou a ser invadido pelos mongóis sob o comando do neto de Genghis Khan, Príncipe Godan. Este convocou o mestre da escola Sakya para a oficialização da rendição do Tibete, mas estes adotaram o budismo também como religião.

## Influência europeia no Tibete

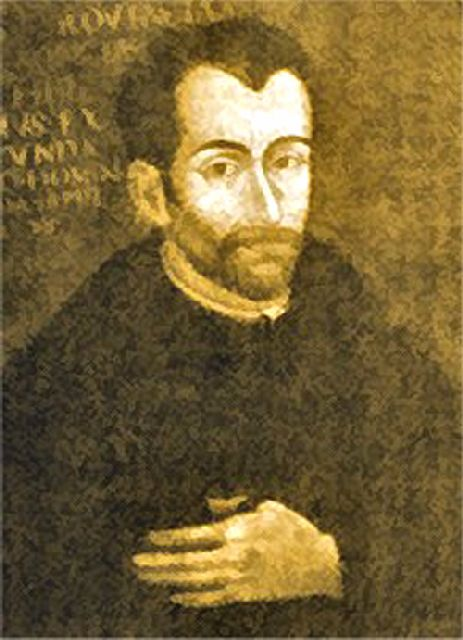
António de Andrade

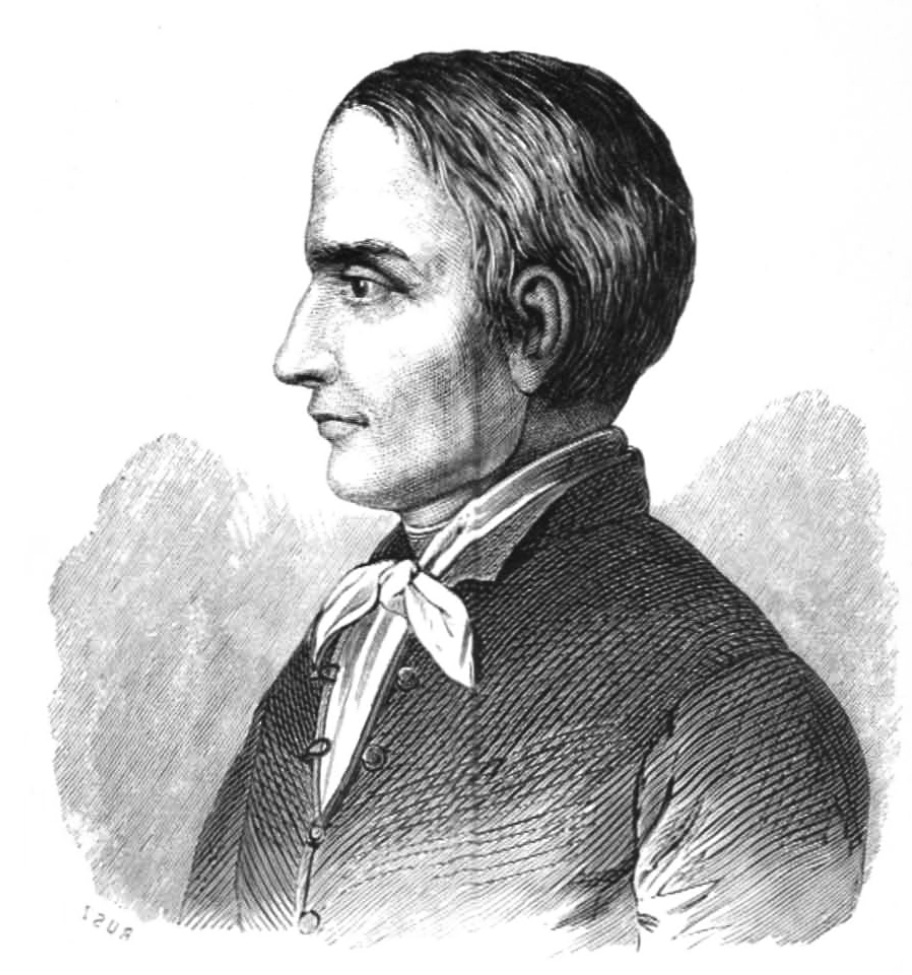
Sándor Kőrösi Csoma

Os primeiros europeus a chegar ao Tibete foram missionários portugueses que chegaram pela primeira vez em 1624 liderados por António de Andrade. Eles foram recebidos pelos tibetanos que lhes permitiram construir uma igreja. O século XVIII trouxe mais Jesuítas e Capuchinhos da Europa. Eles gradualmente encontraram a oposição dos lamas tibetanos, que finalmente os expulsaram do Tibete em 1745.
No entanto, no momento, nem todos os europeus foram banidos do país - em 1774, um nobre escocês, George Bogle, chegou a Shigatse para investigar o comércio para a Companhia Britânica das Índias Orientais, introduzindo as primeiras batatas no Tibete .
No início do século XIX, a situação dos estrangeiros no Tibete tornou-se mais precária. O Império Britânico estava invadindo do norte da Índia para o Himalaia e Afeganistão e o Império Russo dos czares estava expandindo para o sul da Ásia Central. Cada potência tornou-se suspeita de intenções no Tibete. Em 1840, Sándor Kőrösi Csoma chegou ao Tibete, na esperança de que seria capaz de rastrear a origem do grupo étnico magiar. Até 1850, o Tibete tinha proibido todos os estrangeiros no país e fechou suas fronteiras para todos os forasteiros.
Em 1865, a Grã-Bretanha começou secretamente o mapeamento Tibete. Inspetores-espiões treinados por indianos, disfarçados de peregrinos e comerciantes contaram seus passos sobre as suas viagens através do Tibete e tomaram leituras durante a noite. Nain Singh, o mais famoso mediu a latitude, longitude e altitude de Lhasa e traçou o Yarlung Tsangpo.

## Invasões inglesas do Tibete (1904-1911)
As autoridades britânicas na Índia renovaram o seu interesse no Tibete no final do século XIX, e um número de indianos entraram no país, primeiro como exploradores, e depois como comerciantes. Tratados sobre o Tibete foram celebrados entre a Inglaterra e a China em 1886, 1890 , e 1893 , mas o governo tibetano recusou a reconhecer sua legitimidade  e continuou a barrar emissários britânicos em seu território. Durante o "Grande Jogo", um período de rivalidade entre a Rússia e a Grã-Bretanha, os britânicos desejavam um representante em Lhasa para monitorar e contrabalançar a influência russa.
No início do século XX, os impérios britânico e russo estavam competindo pela supremacia na Ásia Central. Para evitar que os russos avançassem, em 1904, uma expedição britânica liderada pelo coronel Francis Younghusband foi enviada para Lhasa para forçar um acordo de comércio e impedir os tibetanos de estabelecer uma relação com os russos. Em resposta, o Ministério do Exterior chinês afirmou que a China era soberana sobre o Tibete, a primeira declaração clara de tal afirmação 
O tratado imposto exige que o Tibete para abrir sua fronteira com a Índia britânica, para permitir que os comerciantes britânicos e indianos viajem livremente, não para impor direitos aduaneiros sobre as trocas comerciais com a Índia, uma exigência dos britânicos a Lhasa, que teve de pagar 2,5 milhões de rúpias como indenização e não entrar em relações com qualquer potência estrangeira sem autorização britânica .
O tratado anglo-tibetano foi seguido por um tratado sino-britânico em 1906, pelo qual o "Governo da Grã-Bretanha não se dedica a anexar o território tibetano ou interferir na administração do Tibete. O governo da China também se compromete a não permitir qualquer outro Estado estrangeiro de interferir com o território ou da administração interna do Tibete. " Além disso, Pequim concordou em pagar 2,5 milhões de rúpias para Londres que Lhasa foi forçada a acordar no tratado anglo-tibetana de 1904..  Em 1907, a Grã-Bretanha e a Rússia concordaram que "em conformidade com o princípio da soberania admitidos da China sobre Tibete" " ambas as nações "não se envolveriam em entrar em negociações com o Tibete, exceto por intermédio do Governo chinês."

## Reafirmação do controle dos Qing
O governo dos Qing em Beijing, então, designou Zhao Erfeng, o governador de Xining, "Comandante do exército do Tibete" para reintegrar o Tibete à China. Ele foi enviado em 1905 (embora outras fontes dizem que isso ocorreu em 1908) ) sobre uma expedição punitiva. Suas tropas destruíram um número de mosteiros em Kham e Amdo, e um processo de "sinificação" da região foi iniciado..
O título Dalai Lama, foi restaurado em novembro de 1908. Ele estava prestes a voltar de Amdo a Lhasa no verão de 1909, quando a China decidiu enviar forças militares para Lhasa para controlá-la. O Dalai Lama fugiu novamente, desta vez para a Índia, e foi novamente deposto pelos chineses. A situação veio a mudar logo, porém, que, após a queda da dinastia Qing em outubro de 1911, os soldados de Zhao se amotinaram e o depuseram. .

## 1912-1951: independência de facto
O Dalai Lama retornou da Índia ao Tibete em julho de 1912 (após a queda da dinastia Qing), e expulsou os amban e todas as tropas chinesas. Em 1913, o Dalai Lama fez uma proclamação que dizia que a relação entre o imperador chinês e o Tibete "tinha sido o de patrono e sacerdote e não tinha sido baseada na subordinação de uma à outra."   "Somos um país pequeno, religioso e independente", continuou a proclamação. Nos próximos 36 anos, o Tibete viveu uma independência de facto, enquanto a China enfrentou nessa época os senhores da guerra, a guerra civil e a Segunda Guerra Mundial. Algumas fontes chinesas afirmam que o Tibete ainda era parte da China durante este período. O Tibete continuou, entre 1913 e 1949, a ter contatos muito limitados com o resto do mundo e Lhasa foi para estrangeiros uma cidade proibida. Poucos governos tiveram algo semelhante a um de reconhecimento diplomático do Tibete. Os governos chineses continuaram, ao longo do tempo, a fazer valer o seu direito de soberania no Tibete. Em 1932, o Exército Nacional Revolucionário Chinês, composto de soldados muçulmanos e Hans, liderados por Ma Bufang e Liu Wenhui, derrotaram o exército tibetano na Guerra sino-tibetana, quando o 13 º Dalai Lama tentou capturar o território de Qinghai e Xikang. Também foi relatado que o governo central da China incentivou o ataque, na esperança de resolver a "situação do Tibete", porque os japoneses tinham recém apreendido a Manchúria. Eles advertiram que os tibetanos não se atrevessem a cruzar o rio Jinsha novamente. Uma trégua foi assinada, encerrando o combate.

## Domínio do governo comunista chinês

### Invasão chinesa
O governo comunista chinês, liderado por Mao Tse-tung, que chegou ao poder em outubro de 1949, não perdeu tempo para afirmar uma nova presença chinesa no Tibete. Entre 1950 e 1951, o Exército de Libertação Popular interveio na região, logo após a queda do governo nacionalista chinês. Em 1950, a China anunciou o que chama de "libertação" do Tibete. Devido à fraqueza do exército tibetano, à falta de treinamento de tropas e eficiência de comando, não foi possível os deter, apesar dos benefícios objetivos oferecidos pelas mais altas montanhas do mundo. A intervenção foi tão rápida que a comunidade internacional não conseguiu reagir. Em 1951, o exército chinês entrou em Lhasa. Foi, então, feito o Acordo de Dezessete Pontos sobre a Libertação Pacífica do Tibete, assinado em Pequim, em 23 de maio de 1951 pela Delegação tibetana, sem o acordo formal do seu governo, o Tibete tornou-se uma parte da China, oficialmente regulada pela 14ª Dalai Lama e o 10ª Panchen Lama.
Estes eventos marcaram o Tibete, que instituiu um novo regime que o coloca sob o controle do governo de Pequim. No entanto, foram atrasadas a execução de reformas comunistas na nova província sob controle, e não introduzidas nas regiões mais antigas incorporadas às províncias chinesas, pertencente à província do Tibete histórico de Kham e Amdo.
Ao mesmo tempo, entre 1957 e 1961, no contexto da Guerra Fria, os americanos levaram a guerrilha tibetana nos Estados Unidos para depois se infiltrarem no Tibete.

### A revolta de 1959
Entre 1956-1957, bandos armados tibetanos emboscaram comboios do Exército Popular de Libertação chinês. A revolta recebeu ampla ajuda da CIA, incluindo a formação militar, campos de apoio no Nepal e inúmeras pontes aéreas.  Enquanto isso, nos Estados Unidos, a American Society for a Free Asia, uma frente de fachada financiada pela CIA, divulgava energeticamente a causa da resistência tibetana, com o irmão mais velho do Dalai Lama, Thubtan Norbu, desempenhando um papel ativo nessa organização. O irmão do Dalai Lama, o segundo o mais velho, Gyalo Thondup, estabeleceu uma operação de inteligência com a CIA já em 1951. Mais tarde, ele atualizou para uma unidade de guerrilha treinada pela CIA, cujos recrutas voltaram de paraquedas ao Tibete.
Apoiada pela CIA, uma revolta de alguns dos tibetanos (de acordo com a historiografia do governo tibetano no exílio) e do clero e nobreza tibetana começou em março de 1959, na sequência de um boato de que as autoridades chinesas estavam a ponto de prender o Dalai Lama. A repressão militar chinesa sobre os rebeldes na região de Kham e Amdo levaram à "Revolta de Lhasa", com a disseminação da resistência em grande escala por todo o Tibete.
Em 17 de março de 1959, temendo a captura do Dalai Lama, os tibetanos desarmados cercaram sua residência. Assim, o Dalai Lama, com a ajuda e o apoio da CIA, decidiu fugir para o Himalaia para chegar à Índia, acompanhado por membros do governo tibetano, objetivo alcançado em 31 de março. Como já foi reconhecido pelo próprio Dalai Lama em 2009, ele foi seguido ou perseguido pelos chineses na sua fuga.
A insurreição armada dos tibetanos, de acordo com fontes próximas ou exilados, foi duramente reprimida pelo exército chinês. Segundo um documento apresentado pelo governo tibetano no exílio como um relatório secreto do exército chinês, 87.000 tibetanos foram assassinados na região de Lhasa.
A partir daí, o 14º Dalai Lama viveu em Dharamsala, na Índia, onde se juntou a mais de 100.000 compatriotas tibetanos. Ele formou o Governo tibetano no exílio, desde 1959. Resistentes - os "Khampas", originais da região de Kham - refugiados nas montanhas do Nepal e apoiados pela Índia e os EUA (em uma estratégia de contenção do comunismo) conduziram uma luta armada contra os chineses. No Tibete, o Panchen Lama liderou o governo, antes de ser deposto em 1965.

## Atual organização administrativa do Tibete

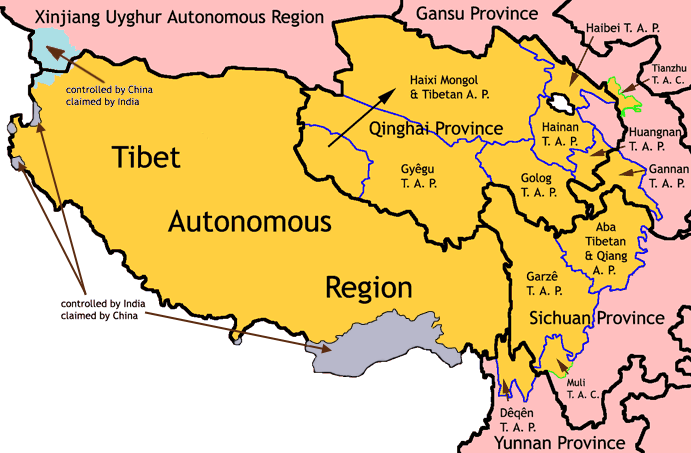
A subdivisão administrativa autônomas do Tibete da República Popular da China, mostrado em amarelo

A República Popular da China estabeleceu subdivisões autônomas tibetanas na antiga província  tibetana de Kham, U-Tsang e Amdo. Estas subdivisões estão em número de 13; com uma região autônoma, dez prefeituras e dois municípios.

### Região Autônoma do Tibete
Em 1965, durante o estabelecimento formal da Região Autônoma do Tibete da República Popular da China, o Kham ocidental (região de Chamdo) é ligada à Ü-Tsang para formar a Região Autônoma do Tibete de hoje. Suas fronteiras coincidem aproximadamente com as da região que era controlada por Lhasa no momento da Dinastia Qing  e da República da China.
A destruição de mais de mais de 6.000 mosteiros do Tibete ocorreram entre 1959 e 1961. Durante meados dos anos 1960, as propriedades monásticas foram quebradas e educação secular introduzido. Durante a Revolução Cultural, os Guardas Vermelhos infligiram uma campanha de vandalismo organizado contra locais de interesse cultural em toda a República Popular da China, incluindo o patrimônio dos budistas do Tibete. De acordo com pelo menos uma fonte chinesa, apenas alguns mosteiros religiosos ou culturais mais importantes permaneceram sem grandes danos, e milhares de monges e monjas budistas foram mortos, torturados ou presos.
A China continua a retratar o seu domínio sobre o Tibete como uma pura melhoria, mas os governos estrangeiros continuam a fazer protestos sobre aspectos do domínio da República Popular da China no Tibete como grupos como a Human Rights Watch que alegam violações dos direitos humanos. A maioria dos governos, no entanto, reconhece a soberania da República Popular da China sobre o Tibete atual, e ninguém tem reconhecido o Governo do Tibete no exílio na Índia.
Protestos contra o domínio chinês deflagraram-se outra vez em 2008. O governo chinês reagiu fortemente, impondo toque de recolher e limitando estritamente o acesso a áreas tibetanas. A resposta internacional foi também imediata e robusta, com um número de líderes que condenam a repressão e os protestos de grande porte (incluindo alguns de apoio as ações da China) em muitas grandes cidades.